# Upupidae
Famille
Genre
Les Upupidae (ou upupidés en français) sont une famille d'oiseaux constituée du seul genre Upupa et de trois espèces existantes.

## Systématique
Cette famille n'a longtemps été représentée que par une seule espèce, Upupa epops. Mais des expertises génétiques ont montré que deux de ses sous-espèces étaient en fait des espèces à part entière. C'est un taxon-frère de la famille des Phoeniculidae.

### Liste des espèces
D'après la classification de référence (version 5.1, 2015) du Congrès ornithologique international (COI), le genre Upupa comprend trois espèces :
- Upupa epops – Huppe fasciée
- Upupa africana – Huppe d'Afrique
- Upupa marginata – Huppe de Madagascar

Il faut y ajouter une espèce éteinte :
- †Upupa antaios, espèce endémique de l'île de Sainte-Hélène. On pense qu'elle a disparu peu après la découverte de l'île par les Portugais en 1502. L'espèce était beaucoup plus imposante que les espèces existantes. Elle était terrestre et ne volait pas.